# Sarine

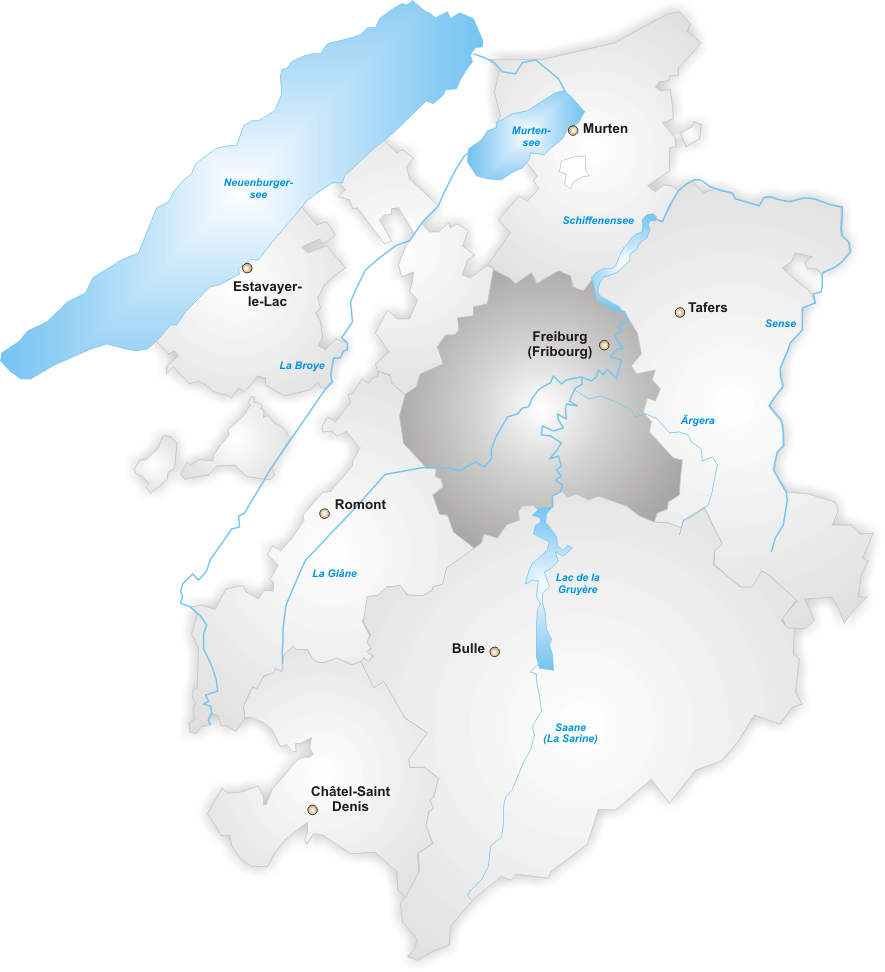
Huyện Sarine

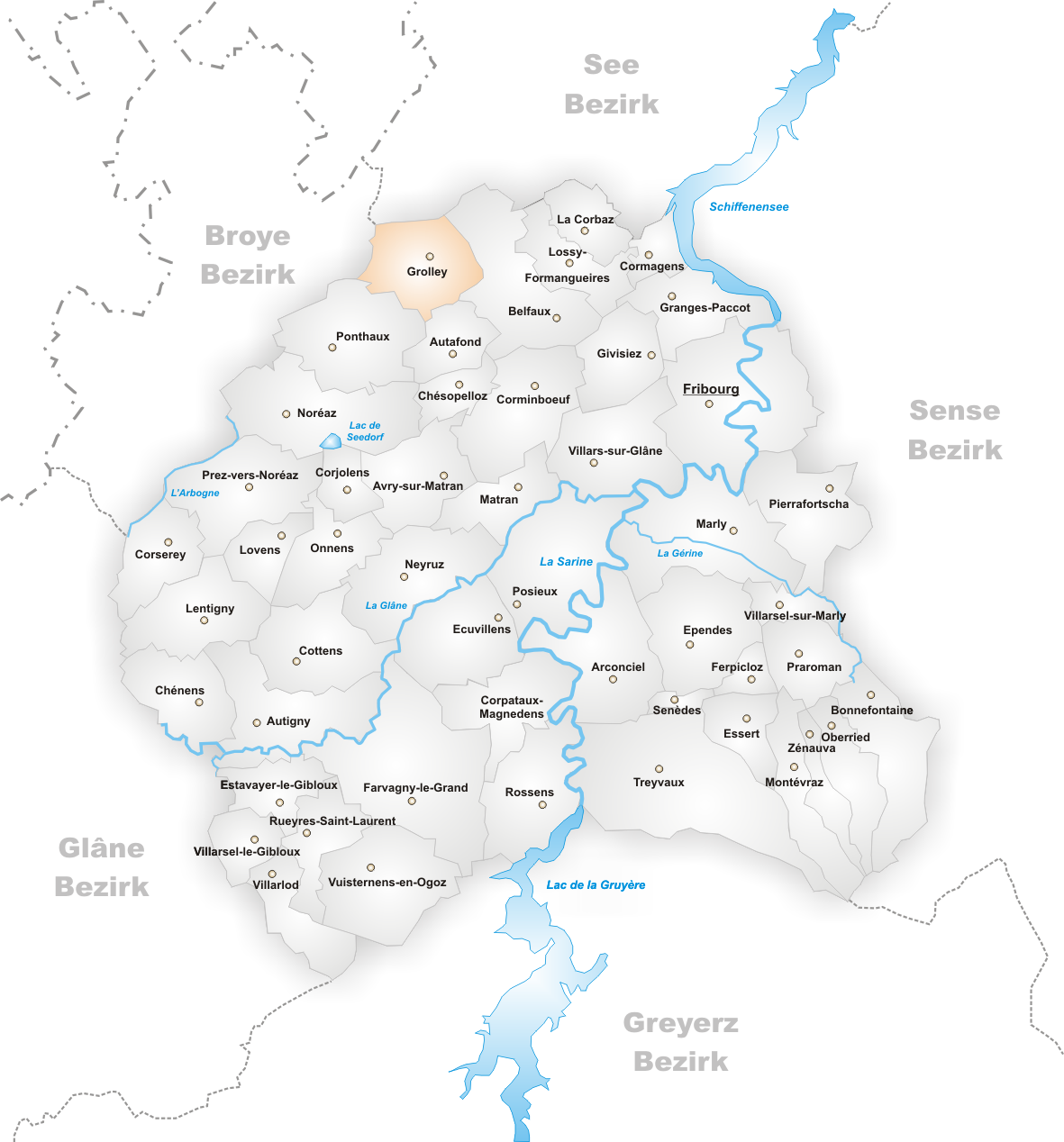
Các đô thị của Sarine

Huyện Sarine (tiếng Đức: Saanebezirk, tiếng Pháp: District de la Sarine) là một trong 7 huyện của bang của Fribourg ở Thụy Sĩ. Dân ở đây phần lớn sử dụng tiếng Pháp với thiểu số nói tiếng Đức. Sông Sarine và chi lưu của nó Glâne chảy qua huyện này.
Trung tâm của huyện đóng ở Fribourg. Mã của huyện là 1004.

## Các đô thị tự quản
Huyện này bao gồm 36 đô thị, gồm cả thủ phủ Fribourg:
| Đô thị              | Population (1. Jan. 2004) | Diện tích (km²) |
| ------------------- | ------------------------- | --------------- |
| Arconciel           | 687                       | 6,11            |
| Autafond            | 75                        | 2,43            |
| Autigny             | 633                       | 6,22            |
| Avry                | 1,467                     | 5,81            |
| Belfaux             | 2,271                     | 6,43            |
| Chénens             | 600                       | 3,97            |
| Chésopelloz         | 111                       | 1,67            |
| Corminboeuf         | 1.892                     | 5,61            |
| Corpataux-Magnedens | 928                       | 4,47            |
| Corserey            | 299                       | 3,46            |
| Cottens             | 1,049                     | 4,97            |
| Ependes             | 1,049                     | 5,63            |
| Farvagny            | 1,891                     | 10,03           |
| Ferpicloz           | 228                       | 1,03            |
| Fribourg            | 33,008                    | 9,32            |
| Givisiez            | 2,367                     | 3,45            |
| Granges-Paccot      | 2,260                     | 3,98            |
| Grolley             | 1,541                     | 5,32            |
| Hauterive           | 1.874                     | 11,92           |
| La Brillaz          | 1,436                     | 10,26           |
| La Sonnaz           | 923                       | 6,90            |
| Le Glèbe            | 1,021                     | 10,31           |
| Le Mouret           | 2,787                     | 18.47           |
| Marly               | 7,277                     | 7,68            |
| Matran              | 1,399                     | 2,89            |
| Neyruz              | 1,857                     | 5,54            |
| Noréaz              | 493                       | 6,87            |
| Pierrafortscha      | 146                       | 5,06            |
| Ponthaux            | 524                       | 5,96            |
| Prez-vers-Noréaz    | 836                       | 5,71            |
| Rossens             | 1,215                     | 5,06            |
| Senèdes             | 116                       | 0.50            |
| Treyvaux            | 1.374                     | 11,42           |
| Villarsel-sur-Marly | 79                        | 1,43            |
| Villars-sur-Glâne   | 9.992                     | 5,47            |
| Vuisternens-en-Ogoz | 748                       | 6,24            |
| Total               | 86,453                    | 217,60          |